# Mistrzostwa Słowacji w Skokach Narciarskich 2000
Mistrzostwa Słowacji w Skokach Narciarskich 2000 – zawody w skokach narciarskich, przeprowadzone 16 stycznia 2000 roku w Szczyrbskim Jeziorze (konkurs na skoczni normalnej) oraz 25 marca 2000 w miejscowości Králiky (skocznia duża) w celu wyłonienia indywidualnego i drużynowego mistrza Słowacji.
Konkursy Mistrzostw Słowacji w Skokach Narciarskich 2000 miały charakter międzynarodowy, w związku z czym do udziału w nich dopuszczono także zawodników z innych krajów (m.in. z Austrii i Czech). Podobnie jak rok wcześniej nie otrzymywali oni jednak medali mistrzostw Słowacji, a jedynie rywalizowali o zwycięstwo w konkursach. 
Konkurs drużynowy na skoczni normalnej rozegrano 16 stycznia 2000 roku na obiekcie MS 1970 B w Szczyrbskim Jeziorze. Zwyciężył w nim zespół LKS Dukla Banská Bystrica A w składzie Matej Uram, Dušan Oršula, Ján Zelenčík i Martin Mesík, który zdobył 854 pkt. Kolejne dwa miejsca zajęły drugi (813 pkt.) i pierwszy (796 pkt.) zespół reprezentacji Czech. Czwartą pozycję w konkursie, a jednocześnie srebrny medal mistrzostw Słowacji zdobył klub ŠKP Štrbské Pleso (779 pkt.), a brązowy druga drużyna klubu LKS Dukla Banská Bystrica (752,5 pkt.). Planowano również rozegrać konkurs indywidualny na skoczni normalnej, jednak z powodu niekorzystnych warunków atmosferycznych został on odwołany.
Konkurs na skoczni dużej rozegrano 25 marca 2000 roku na obiekcie wchodzącym w skład kompleksu Skokanské Mostíky Dukla w miejscowości Králiky. W rywalizacji międzynarodowej pierwsze 3 pozycje zajęli zawodnicy spoza Słowacji: Austriak Manuel Fettner (1. miejsce; 326,4 pkt.) i Czesi Michal Doležal (2. pozycja; 289,5 pkt.) oraz Jakub Hlava (3. miejsce; 282,3 pkt. 4. miejsce zajął najlepszy ze Słowaków – Matej Uram (271,1 pkt.), który tym samym zdobył złoty medal mistrzostw Słowacji. Pozostałe miejsca na podium mistrzostw Słowacji zajęli Michal Pšenko (srebrny medal) i Dušan Oršula (brąz).

## Medaliści
| Konkurs                     | Złoto                                                                                     | Srebro                                                                               | Brąz                                                                                             |
| --------------------------- | ----------------------------------------------------------------------------------------- | ------------------------------------------------------------------------------------ | ------------------------------------------------------------------------------------------------ |
| indywidualny skocznia duża  | Matej Uram                                                                                | Michal Pšenko                                                                        | Dušan Oršula                                                                                     |
| drużynowy skocznia normalna | LKS Dukla Banská Bystrica A 1. Matej Uram 2. Dušan Oršula 3. Ján Zelenčík 4. Martin Mesík | ŠKP Štrbské Pleso 1. Martin Novoroľník 2. Filip Kafka 3. Peter Diča 4. Michal Pšenko | LKS Dukla Banská Bystrica B 1. Rastislav Leško 2. Andrej Nikel 3. Peter Schlank 4. Peter Koštial |